# 观英滩镇
观英滩镇，是中华人民共和国四川省内江市威远县下辖的一个乡镇级行政单位。

## 行政区划
观英滩镇下辖以下地区：
街道社区、观英村、永兴村、云台村、牛王村、龟形村、金顶村、民主村、奇龙村、飞蛾村、北坪村、青山村、竹塘村、保民村、白云村、一碗水村和民政村。